# Auguste Aramini

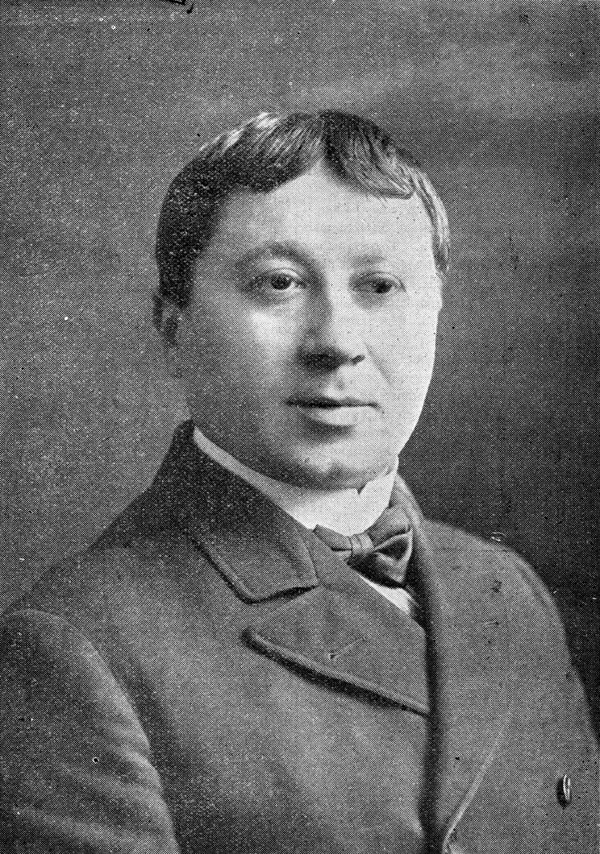
Auguste Aramini

Auguste Aramini (* um 1875 in Agen; † 1950) war ein französischer Sänger.

## Leben
Aramini ging vermutlich 1897 mit der Theaterkompagnie von René Harmant nach Kanada. 1904 nahm er in Montreal eine Reihe von Werken für das Label Berliner Gramophone auf, darunter Faut te faire vacciner und Adieux d'amants. Ab 1905 lebte er in New York. Im Jahr 1947 heiratete er in Montreal die Sängerin Jeanne Maubourg.